# Гросбунденбах
Гросбунденбах (нем. Großbundenbach) — община в Германии, в земле Рейнланд-Пфальц. 
Входит в состав района Юго-западный Пфальц. Подчиняется управлению Цвайбрюккен-Ланд.  Население составляет 376 человек (на 31 декабря 2010 года). Занимает площадь 6,90 км².